# Gagyapáti
Gagyapáti is een plaats (község) en gemeente in het Hongaarse comitaat Borsod-Abaúj-Zemplén. Gagyapáti telt 15 inwoners (2001).
Een vrouw in Gagyapáti krijgt gemiddeld 3,20 kinderen, hetgeen het hoogst in Hongarije is. 